# Масонский храм (Санта-Крус-де-Тенерифе)
Масонский храм в Санта-Крус-де-Тенерифе (исп. Templo Masónico de Santa Cruz de Tenerife) — один из главных масонских храмов Испании — первый на Канарских островах. Расположен в городе Санта-Крус-де-Тенерифе (Канарские острова, Испания) на улице Сан-Лукас.
Храм считается лучшим образцом масонского храма в Испании, и до его оккупации франкистским военным режимом был самым крупным масонским центром Испании. За всю историю существания масонства в Испании только четыре здания в период с 1868 по 1936 годы были первоначально спроектированы как масонские храмы, из них до настоящего времени сохранился только храм на Тенерифе. Масонский храм на Тенерифе — также последний из уцелевших в Европе, выполненных в египетском стиле. В настоящее время (конец 2020 года) закрыт для посещения.

## История ложи «Аньяса»
8 августа 1895 года была основана самая важная масонская организация XX века на Канарских островах — ложа «Аньяса», которая быстро упрочила свое положение, сумев реорганизовать и объединить масонское движение Канарских островов первой трети столетия.
С историко-хронологической точки зрения ложа «Аньяса» просуществовала почти дольше всех на Канарских островах — 41 год с момента создания и до момента полного запрета масонства в Испании в июле 1936 года.
Большая часть масонов-основателей ложи «Аньяса» происходила из ранее созданных на Тенерифе лож, и они объединились под юрисдикцией Великого иберийского востока, частью которого оставались до 1903 года. В 1903 году ложа перешла под юрисдикцию Великого Испанского востока. В 1923 году была основана Великая Канарская ложа, перешедшая под юрисдикцию Великой испанской ложи Барселоны, вплоть до 1931 года.
Помимо создания собственно ложи также был основан ряд организаций дополнительных степеней, таких как капитул «Аньяса» и ареопаг «Канарских рыцарей Кадош» ДПШУ, а также светская школа (Школа Аньяса), просуществовавшая вплоть до роспуска ложи, проводившая вечерние курсы для представителей наименее защищенных социальных групп.

## Здание храма
Здание храма было построено между 1899 и 1902 годами по проекту муниципального архитектора Мануэля-де-Камара на средства, собранные ложей «Аньяса». Тем не менее окончательная отделка фасада не была завершена вплоть до 1923 года.
29 мая 1899 года на рассмотрение ложи было представлено предложение о начале процедуры приобретения земельного участка для строительства собственного масонского храма. Подходящий участок, принадлежавший дону Мануэлю Мора, был найден на улице Сан-Лукас. Его общая площадь (18,40 метров в ширину и 30 метров в глубину) составляла 552 квадратных метра, и, при цене 4 песеты за квадратный метр, представляла собой значительную по тем временам сумму 2208 песет. В июне того же года на заседаниях ложи было принято решение о приобретении участка. Первоначальный бюджет строительства оценивался в 15000 песет и не включал в себя ни отделку фасада, ни ограждение. Окончательная стоимость строительства составила 20008 песет, поделенных на 200 акций. Муниципальная лицензия на строительство была запрошена 12 октября 1900 года и утверждена через 12 дней. 24 сентября 1904 храм был открыт и освящён, хотя к тому моменту еще не были завершены многие элементы структуры и отделки.
Здание расположено в глубине дворика, на некотором расстоянии от дороги. Оно обильно украшено символикой, преимущественно египетского происхождения. Фасад разделен на три части: центральная состоит из двух огромных частично встроенных колонн с гладким фустом, и капителей, украшенных пальмовыми листьями, на которых покоится большой треугольный фронтон. На фронтоне расположен глаз в окружении сияющих лучей, представляющий собой Высшую Сущность, Великого Архитектора Вселенной согласно масонской символике. Каждую колонну охраняют два сфинкса (четыре в общей сложности), лежащие на животах и покрытые немесами. Деревянная входная дверь украшена вырезанными геометрическими мотивами; перемычку над дверью венчают пальмовые листья и изображение солнца с крыльями орла, символа бога Хора. Здание стоит на стереобате.
За входной дверью расположен вестибюль, в дальнем конце которого находится еще одна дверь, выполненная в похожем стиле, которая ведет в зал заседаний. Здесь сохранились мозаичные полы, рельефные колонны и возвышение в центре зала. Тем не менее, потолочные фрески были перекрашены в белый цвет, а деревянная конструкция потолка закрыта подвесными алюминиевыми панелями.
Камера размышлений, расположенная в подвале, вырублена в естественной лавовой трубке; на третьем этаже находится банкетный зал с окнами на фасаде. На последнем уровне расположено несколько комнат.
Масонский храм Санта-Крус-де-Тенерифе находится на той же широте (28° северной), что и Монастырь Святой Екатерины в Египете. Этот монастырь был построен на месте, где согласно Ветхому завету, Моисей получил скрижали закона.

## Конфискация франкистским режимом
15 сентября 1936 года, по следам первого указа против масонства, выпущенного генералом Франко, здание было конфисковано и передано Испанской фаланге, которая в течение некоторого времени организовала платный вход в храм для желающих посетить камеру размышлений. Вскоре после этого храм был превращён в военный фармацевтический склад и одновременно в оптический магазин, в то время как верхние этажи были обустроены в качестве солдатских казарм. С 1990 года и до настоящего времени храм остается закрытым. Архивы ложи были доставлены в отдел специальных служб Саламанки, ныне именуемые «Общим архивом испанской гражданской войны» Национального исторического архива, где они сейчас и находятся.
В 2001 году испанское государство продало здание храма муниципалитету города Санта-Круз за 470 000 евро.

## Реставрация
В настоящее время реставрация и восстановление частично разрушенных после оккупации помещений храма по-прежнему не проведены. По поручению островного комитета по историческому наследию при правительстве Тенерифе муниципальный архитектор Херман Делгадо Перес разработал генеральный план реставрации, который после более чем двух с половиной лет ожидания был отвергнут.
В настоящее время общество развития Санта-Крус-де-Тенерифе, возглавляемое советником-социалистом Флорентино Гусманом Медина Пласенсиа, разрабатывает будущий проект реставрации, для работы над которым привлекло архитектора Хосе Мигеля Маркеса Сарате.
В 2007 году зданию был присвоен статус памятника культурного наследия.
В мае 2019 в результате повторного тендера конкурс на подготовку предварительного проекта реставрации и восстановление храма выиграли компании Laensa и Cabrera Febles Arquitectura. Ожидаемый срок оформления проекта реставрации храма составит 180 дней. После реставрации в здании разместится музей истории масонства.
В 2022 году Институт культурного наследия Испании выделил администрации Санта-Крус-де-Тенерифе средства в размере 3,2 миллионов евро на реставрацию и восстановление храма. Заявки на участие в конкурсе подали 7 строительных кампаний. Восстановительные работы планируется начать до конца 2022 года.

## Галерея

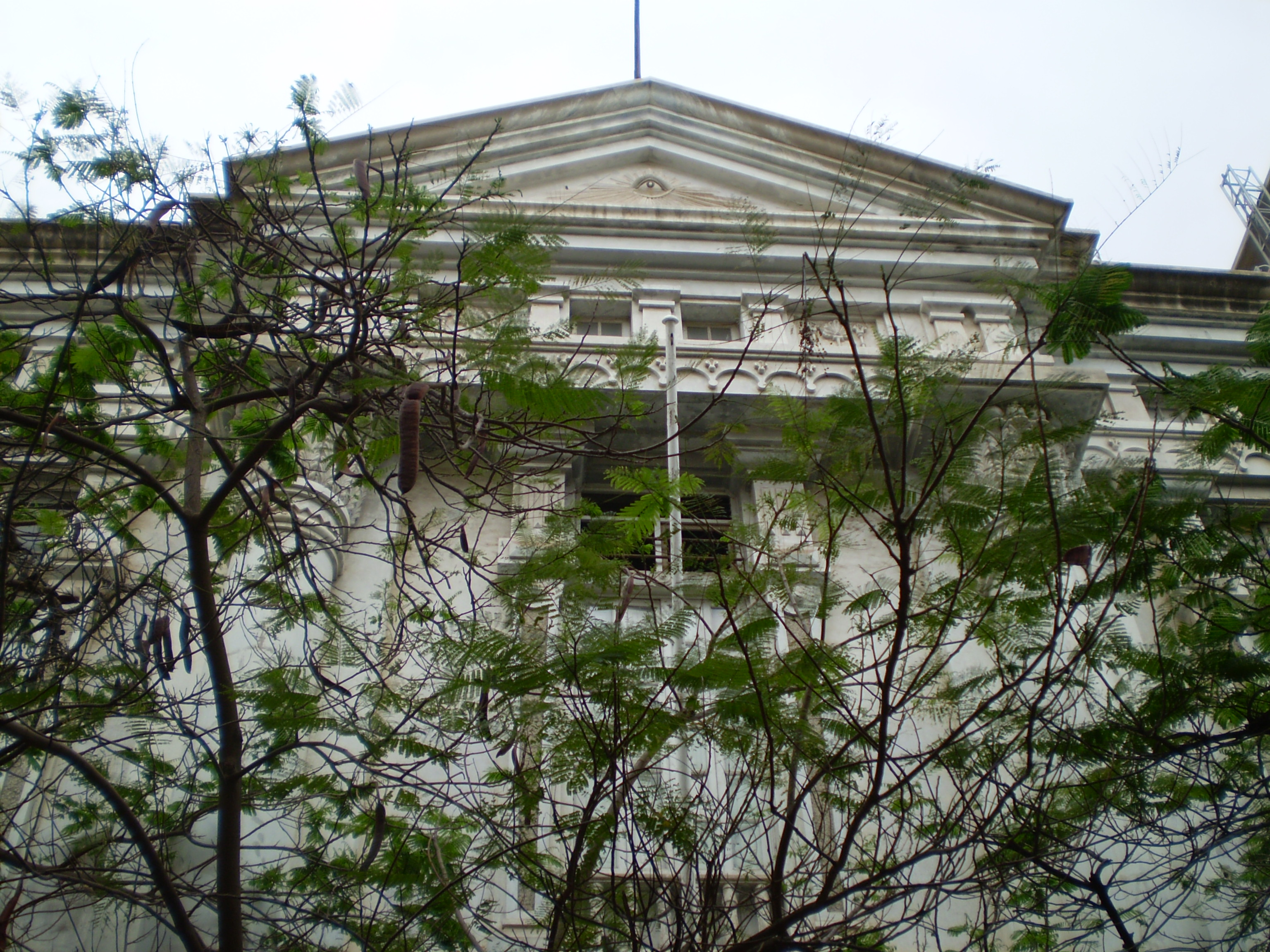
Фасад здания
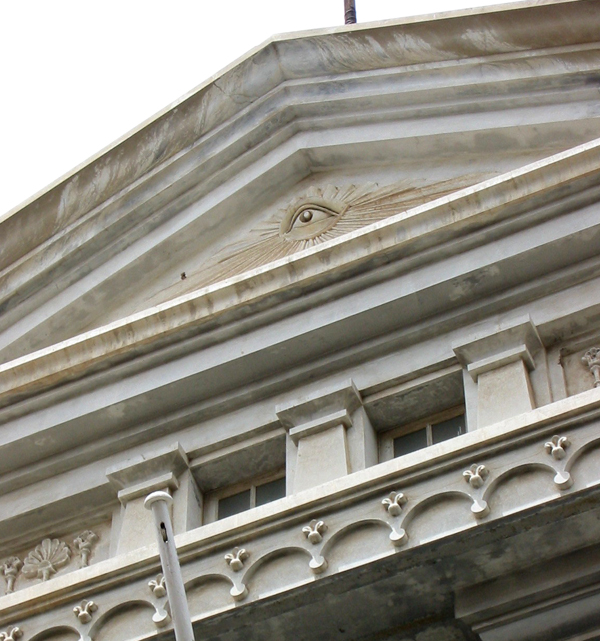
Фронтон фасада здания
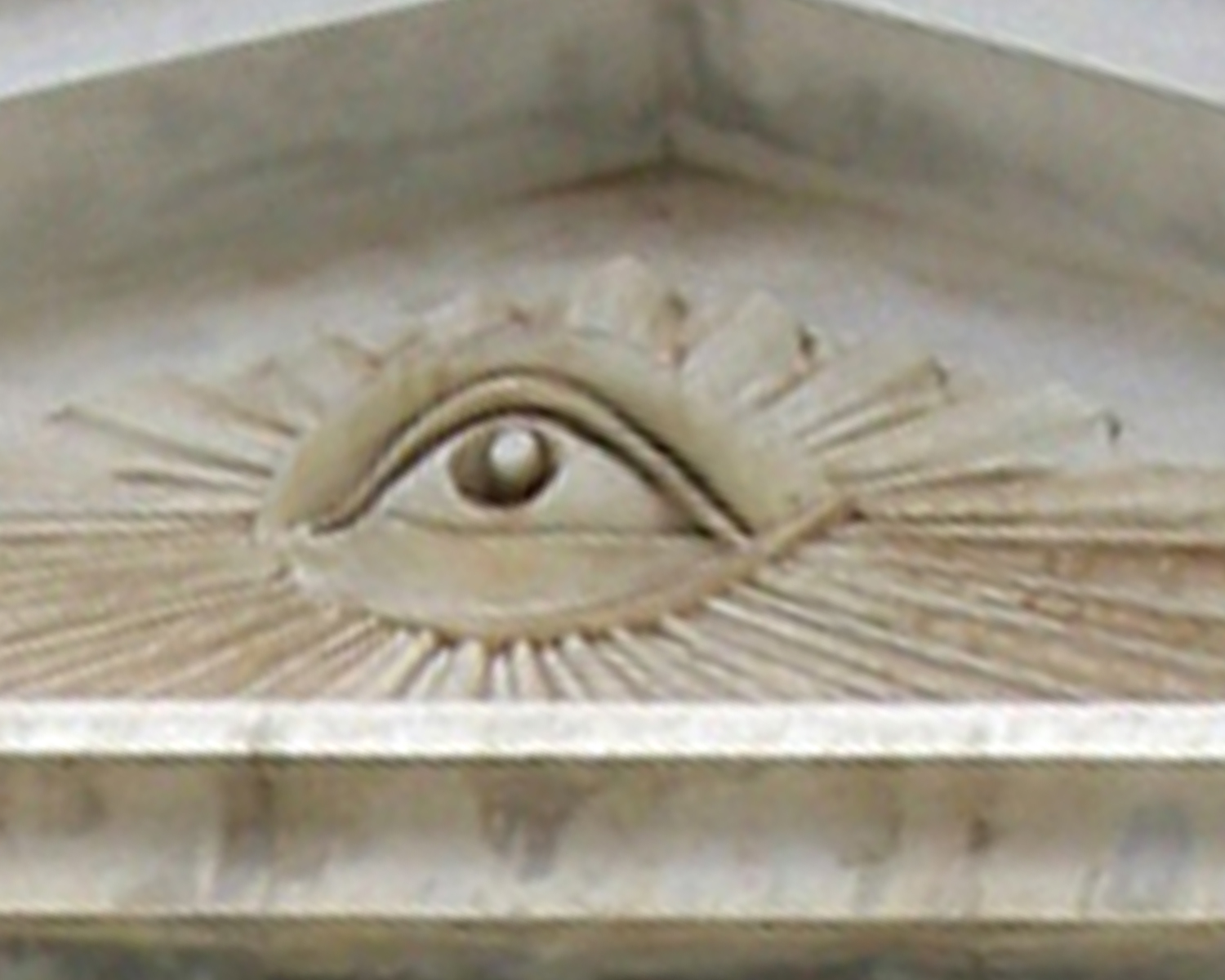
Барельеф Всевидящего ока Великого Архитектора Вселенной в карнизе здания
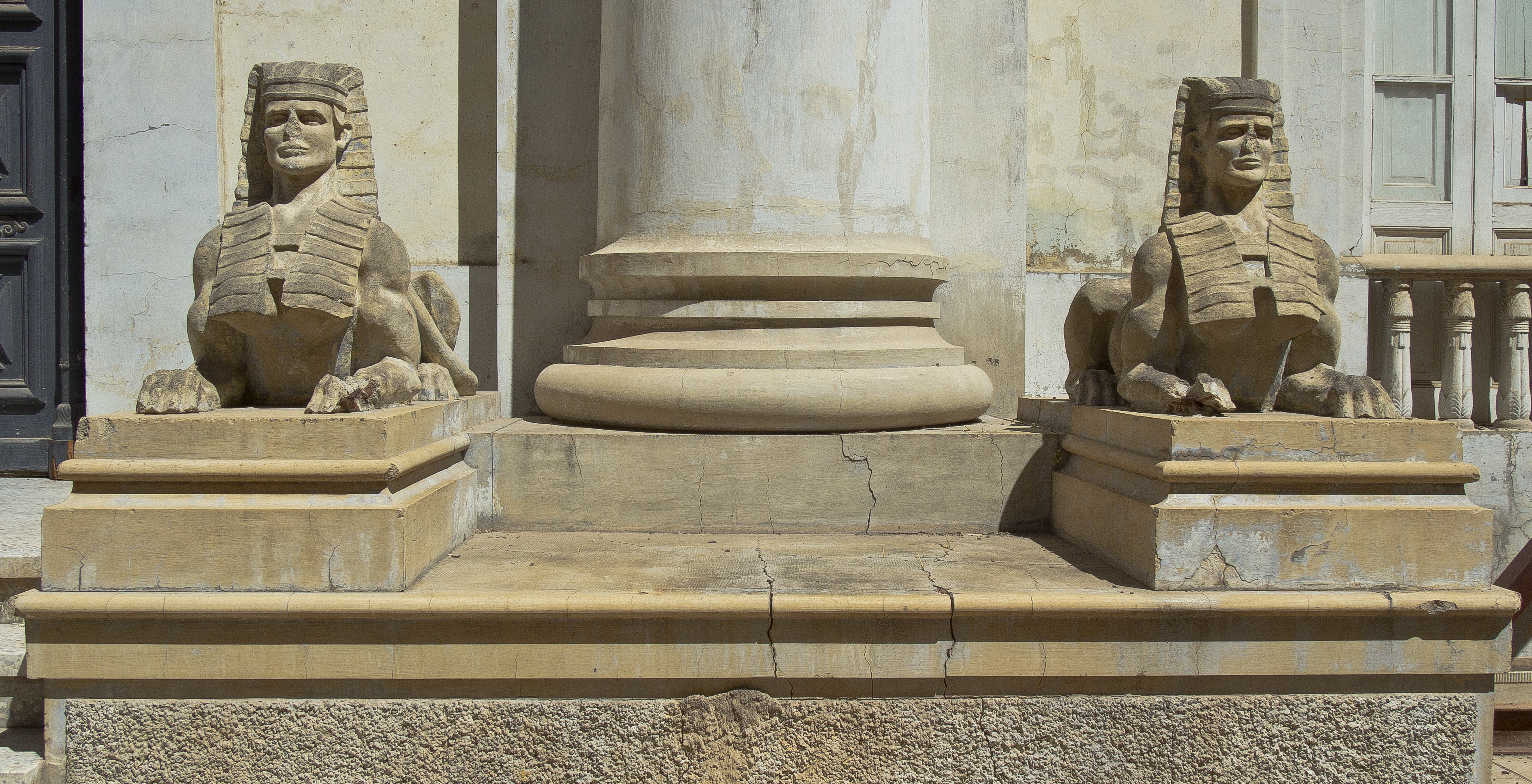
Сфинксы в украшении фасада здания